# Sylvania (Pennsylvania)
Sylvania  è una borough degli Stati Uniti d'America, nella contea di Bradford nello Stato della Pennsylvania. Secondo il censimento del 2000 la popolazione è di 200 abitanti.

## Società

### Evoluzione demografica
La composizione etnica vede l'esclusività di quella bianca (100%).
| borough di Sylvania Popolazione |     |
| 2000                            | 987 |
| Stima al 2009                   | 200 |